# رشاد متطاول
الرشاد المتطاول نوع نباتي ينتمي إلى جنس الرشاد من الفصيلة الصليبية.